# Homole u Panny
Pour les articles homonymes, voir Homole.
Homole u Panny (en allemand : Hummel) est une commune du district et de la région d'Ústí nad Labem, en Tchéquie. Sa population s'élevait à 366 habitants en 2021.

## Géographie
Homole u Panny se trouve à 11 km au sud-est du centre d'Ústí nad Labem et à 65 km au nord-ouest de Prague.
La commune est limitée par Velké Březno et Malé Březno au nord, par Zubrnice et Lovečkovice à l'est, et par Třebušín au sud et par Malečov au sud-ouest et à l'ouest.

## Histoire
La première mention écrite du village date de 1407.

## Transports
Par la route, Homole u Panny se trouve à 15 km d'Ústí nad Labem et à 80 km de Prague.